# La Perle (film, 1947)
Pour les articles homonymes, voir Perle (homonymie).
Pour plus de détails, voir Fiche technique et Distribution.
La Perle (La perla) est un film américano-mexicain réalisé par Emilio Fernández, sorti en 1947.
Il a été tourné en deux versions alternatives, l'une anglaise, l'autre espagnole.
En juillet 1994, le film est inclus dans la liste établie par la revue Somos des 100 meilleurs films mexicains de tous les temps. Depuis 2002, il est également inscrit au National Film Registry de la Bibliothèque du Congrès.

## Synopsis
Adaptation du roman éponyme de John Steinbeck.

## Critique
Le film est loué par Georges Charensol dans Les Nouvelles littéraires.

## Fiche technique
- Titre : La Perle
- Titre mexicain : La perla
- Titre américain : The Pearl
- Réalisation : Emilio Fernández

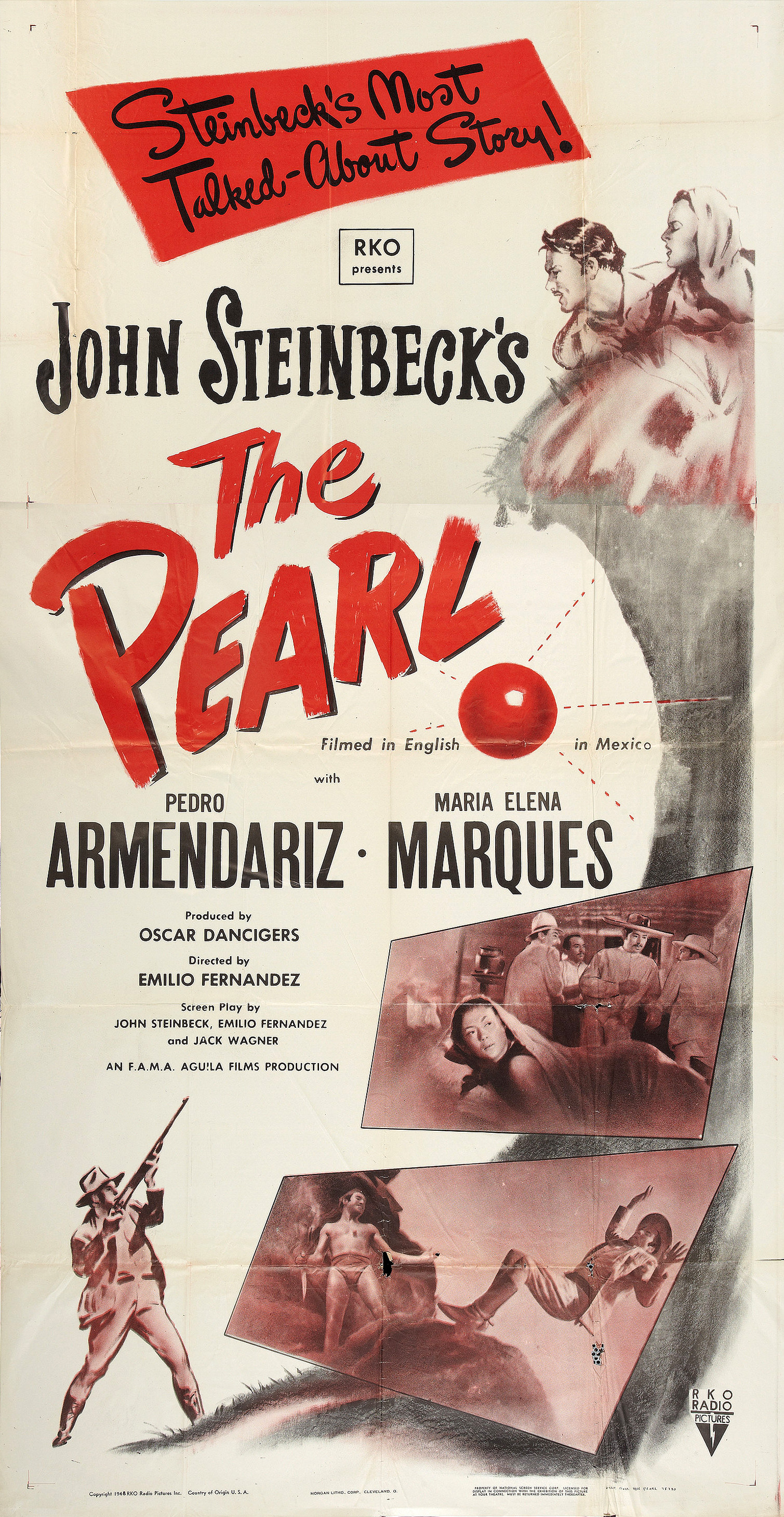
Affiche de la version américaine du film (1948).

- Scénario : Emilio Fernández, Jack Wagner et John Steinbeck, d'après le roman pré-cité de ce dernier
- Musique : Antonio Díaz Conde
- Directeur de la photographie : Gabriel Figueroa
- Directeur artistique : Javier Torres Torija
- Montage : Gloria Schoemann
- Producteur : Oscar Dancigers
- Sociétés de production : Film Asociados Mexico-Americanos, RKO Pictures et Águila Films
- Pays d'origine :  États-Unis /  Mexique
- Langues : anglais, espagnol
- Format : noir et blanc – 35 mm – 1,37:1 – mono (RCA High Fidelity)
- Genre : drame
- Durée : 85 minutes
- Dates de sorties :
  - Mexique : 12 septembre 1947
  - États-Unis : 17 février 1948
  - France : 31 mars 1948

## Distribution
(version espagnole)
- Pedro Armendáriz : Quino
- María Elena Marqués : Juana
- Fernando Wagner : Le premier trafiquant
- Gilberto González : Le premier aide
- Charles Rooner : Le docteur
- Juan García : Le second aide
- Alfonso Bedoya : Le parrain
- Raúl Lechuga : Le second trafiquant
- Max Langler : Le paysan
- Maria Elena Cuadros : Juanita
- Columba Domínguez

## Distinctions

### Nominations
- 1947 : Grand Prix international de Venise (du meilleur film) à la Mostra de Venise, pour Emilio Fernández.
- 1948 : Prix Ariel (Premio Ariel) :
  - De la meilleure actrice, pour María Elena Marqués ;
  - Du meilleur acteur dans un second rôle, pour Gilberto González ;
  - Du meilleur scénario (adaptation), pour Emilio Fernández ;
  - De la meilleure musique, pour Antonio Díaz Conde ;
  - Et du meilleur montage, pour Gloria Schoemann.

### Récompenses
- 1947 : Prix de la meilleure photographie à la Mostra de Venise, pour Gabriel Figueroa ;
- 1948 : Prix Ariel :
  - Du meilleur film (Ariel d'Or), pour Emilio Fernández ;
  - Du meilleur acteur, pour Pedro Armendáriz ;
  - Du meilleur acteur dans un second rôle, pour Juan García ;
  - De la meilleure photographie, pour Gabriel Figueroa ;
  - Et de la meilleure réalisation, pour Emilio Fernández.
- 1949 : Golden Globe de la meilleure photographie, pour Gabriel Figueroa.